# توماس میتلند
توماس میتلند (انگلیسی: Thomas Maitland؛ ۱۰ مارس ۱۷۶۰ – ۱۷ ژانویهٔ ۱۸۲۴) سیاستمدار اهل پادشاهی متحد بریتانیای کبیر و ایرلند بود. وی همچنین برندهٔ جوایزی همچون نشان حمام شده‌است.